# John Grisdale
John Russell Grisdale (* 23. August 1948 in Geraldton, Ontario) ist ein ehemaliger kanadischer Eishockeyspieler und -funktionär, der im Verlauf seiner aktiven Karriere zwischen 1967 und 1979 unter anderem 260 Spiele für die Toronto Maple Leafs und Vancouver Canucks in der National Hockey League (NHL) auf der Position des Verteidigers bestritten hat. Zwischen 2003 und 2018 war Grisdale Präsident der kanadischen Juniorenliga British Columbia Hockey League (BCHL).

## Karriere
Grisdale besuchte ab 1967 die Michigan Technological University, nachdem er zuvor in den unterklassigen Juniorenligen Kanadas gespielt hatte. Während seiner vier Jahre an der Michigan Tech lief der Verteidiger ab 1968 parallel für die Universitätsmannschaft, die Huskies, in der Western Collegiate Hockey Association (WCHA), einer Division im Spielbetrieb der National Collegiate Athletic Association (NCAA), auf. Während der drei Spielzeiten bestritt er insgesamt 94 Spiele und punktete dabei 52-mal.
Nachdem Grisdale ungedraftet geblieben war, erhielt er im März 1971 nach Abschluss seines Studiums einen Probevertrag über vier Spiele von den Toronto Maple Leafs aus der National Hockey League (NHL). Mit diesem Vertrag ausgestattet, debütierte der 22-Jährige zum Ende der Saison 1970/71 in Torontos Farmteam, den Tulsa Oilers aus der Central Hockey League (CHL). Schließlich empfahl er sich für einen langfristigen Vertrag in der Organisation der Maple Leafs und verbrachte die gesamte Spielzeit 1971/72 bei den Tulsa Oilers. Zu seinem NHL-Debüt kam der Kanadier schließlich in der folgenden Saison, als die NHL-Teams durch die Gründung der World Hockey Association (WHA) eine Abwanderungswelle an Spielern hinnehmen mussten. Im Saisonverlauf kam der Abwehrspieler zu 49 Einsätzen für Toronto, ehe er sich im folgenden Spieljahr wieder im Kader der Tulsa Oilers wiederfand, nachdem Toronto über den Sommer mit Börje Salming, Ian Turnbull und Bob Neely in der Defensive nachgebessert hatte.
Erst zu Beginn der Saison 1974/75 bestritt Grisdale wieder zwei Partien für die Maple Leafs, wurde jedoch Mitte Oktober 1974 gemeinsam mit Garry Monahan zu den Vancouver Canucks transferiert. Im Gegenzug wechselte Dave Dunn von Vancouver nach Toronto. Bei dem westkanadischen Franchise stand der Defensivspieler in den folgenden fünf Spielzeiten im Kader, bestritt aber auch immer wieder Einsätze für die Tulsa Oilers und Dallas Black Hawks in der CHL. Zum Ende der Saison 1978/79 beendete Grisdale im Alter von 30 Jahren seine aktive Laufbahn.
Im Anschluss an sein Karriereende arbeitete Grisdale in der Saison 1982/83 kurzzeitig als Assistenztrainer in der kanadischen Juniorenliga British Columbia Junior Hockey League (BCJHL), deren Präsident er schließlich zwischen 2003 und 2018 über 15 Jahre lang war.

## Karrierestatistik
(Legende zur Spielerstatistik: Sp oder GP = absolvierte Spiele; T oder G = erzielte Tore; V oder A = erzielte Assists; Pkt oder Pts = erzielte Scorerpunkte; SM oder PIM = erhaltene Strafminuten; +/− = Plus/Minus-Bilanz; PP = erzielte Überzahltore; SH = erzielte Unterzahltore; GW = erzielte Siegtore; 1 Play-downs/Relegation; Kursiv: Statistik nicht vollständig)